# Dumnorix
Dumnorix (na mincích jako Dubnoreix) byl vůdcem galského kmene Aeduů sídlícího v 1. století př. n. l. v Galii. V období galských válek byl proti alianci s Římany vedenými Juliem Caesarem. O Dumnorixovi, Orgetorixovi z kmene Helvéciů a Casticovi z kmene Sekvanů se říkalo, že založili galský triumvirát, aby nahradili dosavadní "magistracies" galského lidu krátce před Caesarovou vládou. Aby posílili alianci, Orgentorix dal Dumnorixovi jeho dceru za manželku.
V roce 58 př. n. l., v prvním roce Caesarovy vlády Dumnorix přesvědčil Sekvány, aby povolili Helvéciům migrovat přes jejich území. Julius Caesar této migraci bránil svou armádou a požádal Aeduy, své spojence, aby podpořili jeho vojsko. Aeduové Caesara nepodpořili, což jejich vergobretus (vůdce) Liscus zdůvodnil tím, že Dumnorix je velmi vlivný a byl zodpovědný za zdržení. Caesar zjistil, že Dumnorix velel jezdectvu, poslanému jemu na pomoc od Aeduů. Na žádost Dumnorixova bratra Diviciaca, který měl velmi dobré vztahy s Caesarem, byl Dumnorix ušetřen trestu za tento čin. Na rozkaz Caesara zůstal Dumnorix pod dozorem.
Přesto se Dumnorix stále snažil kazit Caesarovi plány. V roce 54 př. n. l. byl jedním z galských velitelů, kterým Caesar navrhl, aby účastnili jeho druhé výpravy do Británie jako rukojmí, protože se obával, že za jeho nepřítomnosti v Galii by mohli založit povstání proti Římanům. Dumnorix se hájil svým strachem z moře a náboženskými závazky ve snaze přesvědčit Caesara, aby ho s sebou nebral. Když s tímto tvrzením Caesar nesouhlasil, začal prohlašovat, že Caesar je chce všechny zabít daleko od jejich spojenců. Nakonec se pokusil utéct z Caesarova tábora spolu s Aeduánskou kavalerií. Caesar za ním poslal zbytek kavalerie, která Dumnorixe zabila. Když Dumnorix umíral, křičel, že byl "svobodný muž a občan svobodného státu". Zbytek kavalerie Aeduů se vrátila do Caesarových služeb.

## Etymologie
Jeho jméno, stejně jako jiná galská jména (Orgetorix, Vercingetorix), obsahuje koncovku -rix, která je etymologicky spjata s latinským rex, galským rí, sanskrtským rāja- a s německým Reich což označuje majestát nebo vládu. Je to tedy pravděpodobně aristokratická koncovka. Dumno- je etymologicky spojeno s galským domhan - svět. Jméno Dumnorix může být tedy přeloženo jako "král světa".

## Dnešní kultura
Postava se jménem Dumnorix se objevila v úvodním tutorialu Rome: Total War jako galský generál. Dumnorix se také objevuje v několika misích hry pro PC Praetorians. Toto jméno se objevilo v písni (Do)minion od skupiny Eluveitie z alba Everything Remains As It Never Was